# Centromerus setosus
Espèce
Centromerus setosus est une espèce d'araignées aranéomorphes de la famille des Linyphiidae.

## Distribution
Cette espèce est endémique de Slovaquie.

## Publication originale
- Miller & Kratochvíl, 1940 : Einige weitere neue Spinnen aus Mitteleuropa. Vestnik Ceskoslovenske Zoologicke Spolecnosti Praze, vol. 8, p. 59-72.